# Limba sorabă de sus
Limba sorabă de sus sau limba sorabă superioară (hornjoserbšćina, hornjoserbska rěč) este o limbă slavă de vest minoritară, vorbită în regiunea istorică Luzacia Superioară, astăzi o parte a Saxoniei. Împreună cu o altă limbă minoritară, sorabă de jos, ea formează o ramură a limbilor slavice numită limbi sorabe. Prin comparație cu limbile națiunilor vecine, soraba de jos este mai similară cu poloneza, iar soraba de sus - cu ceha.
Astăzi aproximativ 40.000 de oameni în Saxonia vorbesc soraba de sus. Această limbă este cea de-a doua limbă minoritară a Germaniei, după daneză, dar înaintea frizonei.